# Лівоцентристська коаліція (Італія)
Лівоцентристська коаліція (італ. coalizione di centro-sinistra) — це політичний союз політичних партій в Італії, що діють під кількома формами та назвами з 1995 року, коли під керівництвом Романо Проді було сформовано організацію «Олива». Лівоцентристська коаліція правила країною понад одинадцять років з 1996 по 2018 рік.
У недавній історії лівоцентристська коаліція була побудована навколо Демократичної партії (ДП), яка була створена в 2007 році в результаті злиття Лівих демократів і Маргаритки основних партій, пов'язаних як з Оливою, так і з Союзом. Лівоцентристська коаліція входила до складу італійських урядів з листопада 2011 року до червня 2018 року, коли було сформовано коаліційний уряд між Рухом п'яти зірок (M5S) та Лігою. Однак у вересні 2019 року лівоцентристи повернулися до влади в коаліції з M5S, а лівоцентристські партії брали участь в уряді національної єдності Маріо Драґі до краху уряду в липні 2022 року.

## Історія

### Шлях до Оливи

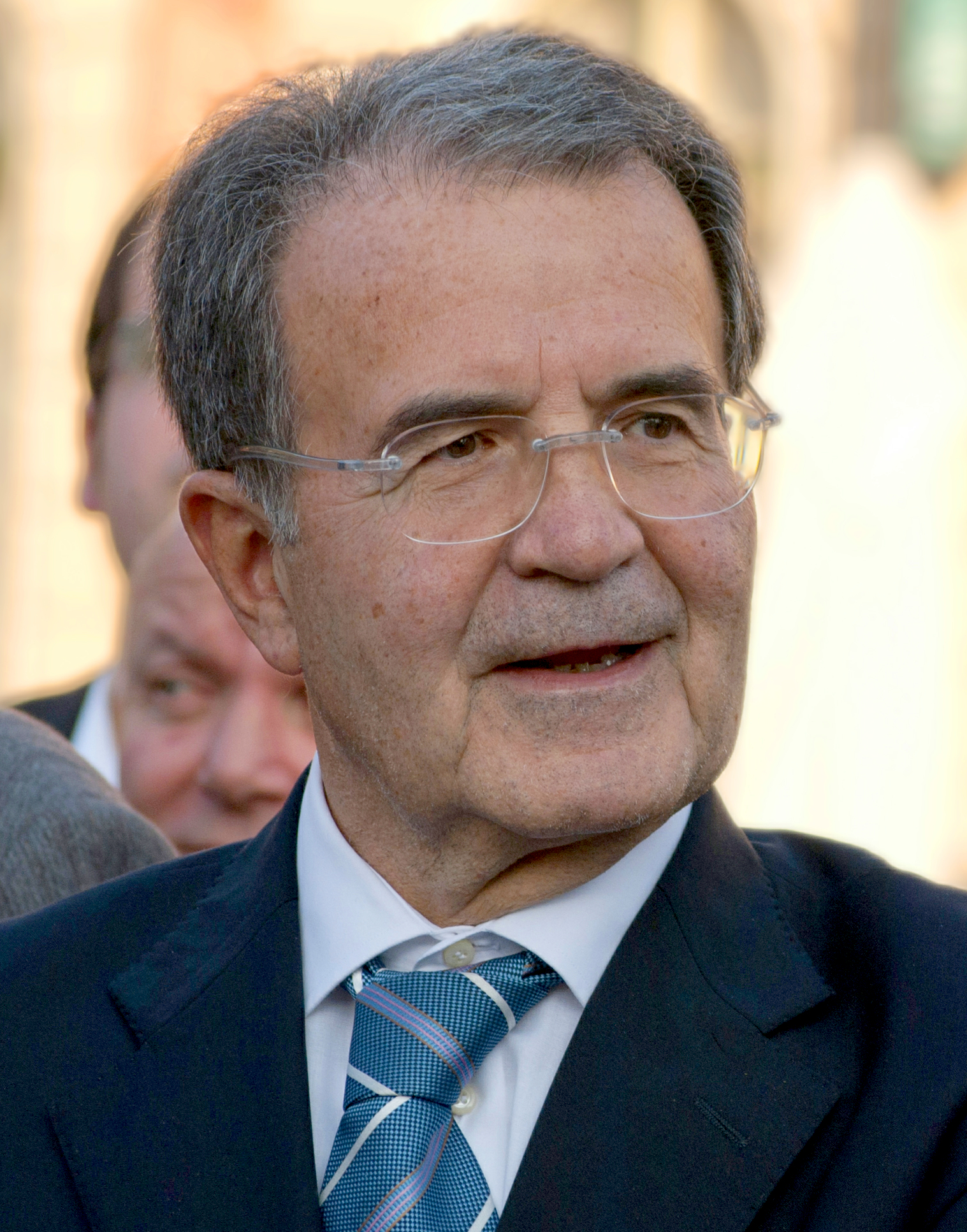
Романо Проді

Після загальних виборів 1994 року, на яких перемогла правоцентристська коаліція Сільвіо Берлусконі, лівий «Альянс прогресистів» та центристський «Пакт для Італії» розпочали парламентську співпрацю, яка призвела в березні 1995 року до заснування «Оливи». Історичним лідером та ідеологом цих коаліцій був Романо Проді, професор економіки та колишній лівий християнський демократ, який разом з Артуро Паризі винайшов назву та символ «Оливи» в 1995 році.
У 1995 році «Ліга Півночі» вийшла з правоцентристського «Полюса свобод» і підтримала технократичний уряд Ламберто Діні разом із «Пактом для Італії» та «Альянсом прогресистів».
21 квітня 1996 року «Олива» виграла загальні вибори 1996 року з Комуністичною партією відродження (КНР) як зовнішній союзник, внаслідок чого Романо Проді став прем'єр-міністром Італії. Найбільшим партнером «Оливи» були «Ліві демократи», до якої входила більшість колишньої «Італійської комуністичної партії». ПДС надала 16 міністрів та 10 молодших міністрів — уперше з 1947 року (колишні) комуністи взяли участь в уряді. Один із їхніх лідерів, Вальтер Вельтроні, який балотувався разом із Проді у довгій виборчій кампанії, був заступником прем'єр-міністра. 9 жовтня 1998 перший уряд Проді упал, коли КНР вийшла з альянсу. З 21 жовтня 1998 року Олива було ядром урядів на чолі з Массімо Д'Алема та Джуліано Амато. Коли Д'Алема став прем'єр-міністром, то був перший випадок як в Італії, так і в Західній Європі, коли спадкоємець комуністичних традицій очолив уряд. 13 травня 2001 року коаліція, очолювана Франческо Рутеллі, який балотувався разом із П'єро Фассіно, програла загальні вибори Сільвіо Берлусконі та його правоцентристській коаліції «Будинок свободи».

### Союз
Союз був прямим спадкоємцем «Оливи». Однак «Союз» був гетерогенним альянсом, до якого також входили партії ліворадикального спрямування, які не входили до «Оливи». Романо Проді виграв загальні вибори у квітні 2006 року з дуже невеликим відривом через новий закон про вибори, ухвалений Роберто Кальдеролі, хоча Сільвіо Берлусконі спочатку відмовився визнати поразку. Коаліція Проді виявилася надзвичайно крихкою, оскільки перевага у два голоси в Сенаті дозволяла майже будь-якій партії в коаліції накладати вето на закони та політичні погляди всередині коаліції, від вкрай лівих комуністичних партій до християнських демократів.
Лівоцентристська коаліція більшості 7 травня 2006 року офіційно підтримала Джорджо Наполітано як свого кандидата на президентських виборах, які розпочалися 8 травня. Ватикан підтримав його як президента через свою офіційну газету L'Osservatore Romano відразу після того, як Союз назвав його своїм кандидатом, як і Марко Фолліні, колишній секретар Союзу християнських та центристських демократів, член партії Будинку Свободи. Наполітано було обрано 10 травня у четвертому турі голосування — першому з тих, що вимагали лише абсолютної більшості, на відміну від перших трьох, які вимагали двох третин голосів — із 543 голосами (з можливих 1009). У віці 80 років він став першим колишнім комуністом, який став президентом Італії.
Менш ніж через рік після перемоги на виборах, 21 лютого 2007 року, Проді подав у відставку президенту Наполітано після того, як уряд зазнав поразки в Сенаті двома бюлетенями під час голосування щодо зовнішньої політики. 24 лютого президент Наполітано запропонував Проді повернутися до офісу та отримати вотум довіри. Основними причинами тертя всередині коаліції були: Закон про помилування 2006 року (закритий з боку правих і партії «Італія цінностей»), законопроєкт про створення громадянських союзів (на який наклали вето християнські демократи), що триває участь Італії в Афганістані (різко ліві партії) і, нарешті, широко розрекламований домашній арешт Клементе Мастелли через корупційний скандал. Партія Мастелли, UDEUR, мала достатньо місць у Сенаті, тому його остаточне рішення відмовитися від підтримки уряду означало кінець законодавчих зборів 6 лютого 2008 року. Мастелла, який також пішов з посади міністра юстиції, послався на відсутність особистої підтримки з боку його партнерів по коаліції як однієї з причин його вирішення разом із запропонованою реформою виборчої системи, яка б ускладнила отримання місць в італійському парламенті невеликими партіями, такими як його власна.

### Заснування Демократичної партії

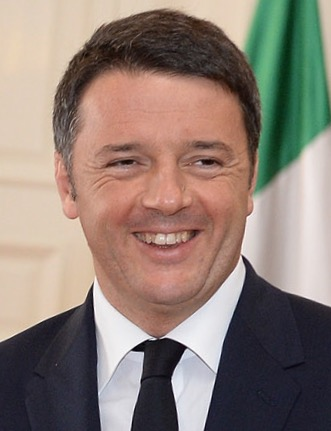
Маттео Ренці у 2015 році.

Демократична партія була заснована 14 жовтня 2007 року внаслідок злиття різних лівоцентристських партій, які входили до Союзу на загальних виборах 2006 року. На підставі більшість ДП було сформовано лівими демократами (спадкоємцями Італійської комуністичної партії), а значною мірою натхненною католиками Демократією є Свобода. Таким чином, усередині партії важливу роль відіграють ліві християни, які є прямими спадкоємцями лівих колишньої християнської демократії.
Після відставки Сільвіо Берлусконі з посади прем'єр-міністра у листопаді 2011 року ДП надала зовнішню підтримку технократичному уряду Маріо Монті.
Після загальних виборів 2013 року та виборів до Європейського парламенту 2014 року ДП була найбільшою партією у Палаті депутатів, Сенаті та Європейському парламенті відповідно. З квітня 2013 року Енріко Летта, демократ, був прем'єр-міністром на чолі уряду, підтримуваного великою коаліцією, що включає «Народ свободи» (пізніше замінений «Новими правоцентристами»), «Громадянський вибір» та Союз центру (пізніше замінені Populars для Італії). Після свого обрання лідером партії у лютому 2014 року Маттео Ренці закликав до «нового етапу», і, отже, національна рада партії проголосувала за те, щоб попросити Летту піти у відставку. Згодом Ренці був приведений до присяги як прем'єр-міністра на чолі тієї ж коаліції. Станом на 2015 рік, крім національного уряду, демократи очолюють п'ятнадцять регіональних урядів із двадцяти і діють як партнер по коаліції в Трентіно-Альто-Адіджі/Південний Тіроль.
Конституційний референдум 2016 року підтримала більшість лівоцентристської коаліції. Усередині лівоцентристської коаліції лише UdC, FdV, ALPE, UVP, SSk та UPC агітували за голосування «проти». Референдум був програний із 41 % голосів «за» проти 59 % голосів «проти». Після референдуму Ренці подав у відставку з посади прем'єр-міністра, і його наступником став Паоло Джентілоні.
На загальних виборах 2018 року лівоцентристи з Ренці як лідером домоглися найгіршого результату за всю історію: 22,9 % голосів, що значно відстає від правоцентристської коаліції та Рух п'яти зірок. Після поразки Ренці пішов з посади секретаря ДП, а його заступник Мауріціо Мартіна згодом виконував обов'язки секретаря.
У 2019 році ДП сформувала коаліцію з «Рухом п'яти зірок» (M5S) та «Вільні та рівні» (LeU), яку у 2018 році підтримали члени лівоцентристської коаліції. Після італійської урядової кризи 2021 року уряд було замінено кабінетом Драґі у лютому 2021 року, якого називали урядом національної єдності. Уряд включає ДП, MS5, ДП розколює Article One та Italia Viva, а також правоцентристські коаліційні партії Лігу та Вперед, Італіє. Уряд Драґі впав під час італійської урядової кризи 2022 року 14–21 липня 2022 р., що призвело до відставки Драґі з посади прем'єр-міністра та призначення дострокових виборів.
На загальних виборах 2022 року коаліція зосередиться навколо списку Демократичної та прогресивної Італії Демократичної партії, об'єднаного з виборчими списками Громадянської відданості, Альянсу зелених та лівих та Європи+.

## Результати виборів
| Палата депутатів Італії |                        |      |                     |       |                     |
| Рік виборів             | Кількість голосів      | %    | Кількість депутатів | +/−   | Лідер               |
| 1996                    | 16 355 985 (1-е місце) | 43.6 | 326 / 630           | ▲ 110 | Романо Проді        |
| 2001                    | 16 209 944 (2-е місце) | 43,5 | 247 / 630           | ▼ 75  | Франческо Рутеллі   |
| 2006                    | 19 036 986 (1-е місце) | 49.8 | 348 / 630           | ▲ 101 | Романо Проді        |
| 2008                    | 13 689 303 (2-е місце) | 37.5 | 239 / 630           | ▼ 109 | Вальтер Вельтроні   |
| 2013                    | 10 047 603 (1-е місце) | 29.5 | 345 / 630           | ▲ 106 | П'єр Луїджі Берсані |
| 2018                    | 7 506 723 (3-е місце)  | 22,9 | 122 / 630           | ▼ 223 | Маттео Ренці        |
| 2022                    | 7 337 975 (2-е місце)  | 26,1 | 85 / 400            | ▼ 37  | Енріко Летта        |

| Сенат Італії |                        |      |                     |      |                     |
| Рік виборів  | Кількість голосів      | %    | Кількість депутатів | +/−  | Лідер               |
| 1996         | 14 548 006 (1-е місце) | 44,6 | 167 / 315           | ▲ 44 | Романо Проді        |
| 2001         | 13 282 495 (2-е місце) | 39,2 | 128 / 315           | ▼ 41 | Франческо Рутеллі   |
| 2006         | 17 118 364 (2-е місце) | 49.2 | 158 / 315           | ▲ 30 | Романо Проді        |
| 2008         | 12 457 182 (2-е місце) | 38,7 | 130 / 315           | ▼ 28 | Вальтер Вельтроні   |
| 2013         | 9 686 683 (1-е місце)  | 31,6 | 127 / 315           | ▼ 3  | П'єр Луїджі Берсані |
| 2018         | 6 947 199 (3-е місце)  | 23,3 | 58 / 315            | ▼ 69 | Маттео Ренці        |
| 2022         | 7 161 688 (2-е місце)  | 25,4 | 44 / 200            | ▼ 14 | Енріко Летта        |